# Горчо Мерджанов
Горчо Стоянов Мерджанов е български учител, чиновник, търговец на дървен материал, общественик и деятел за културно-просветното издигане на населението в Чепеларе и района.

## Биография
Роден е на 11 октомври 1857 г. в село Широка лъка, Дьовленско. До втори клас учи в родното си село, а след това баща му го изпраща в Чепеларе да учи обущарство. По-късно е назначен за учител там. След Освобождението става чиновник – писар в Конушкото акцизно управление, писар-журналист при Рупчоското бирничество и редица други длъжности. По-късно се отдава на търговия в дървен материал. Работи и за културното и стопанско издигане на Чепеларе. По негово застъпничество в първите години след Освобождението се открива трикласно училище и се отпускат 100 лири за обзавеждането му. Един от инициаторите е и на създаване на местното читалище „Родопска искра“, на което е дългогодишен председател. Създава ловното дружество в Чепеларе. Основава кооперативното електроснабдително дружество „Водопад“, което през 1922 г. пуска електрическа юзина, през 1924 г. електрическа мелница и през 1926 г. дърводелска работилница.
Прави големи дарения за постройка на училища, читалища и за подпомагане на бедни ученици в Чепеларе, Широка лъка, Стойките, Върбово и други селища в района.
Умира на 9 април 1938 г.
Личният му архив се съхранява във фонд 321К в Държавен архив – Смолян. Той се състои от 44 архивни единици от периода 1873 – 1943 г.